# Brenden Adams
Brenden Adams (* 20. September 1995 in Ellensburg, Washington) war in den 2000er Jahren der größte bekannte Teenager der Welt. Sein Vater, Willie Adams, und seine Mutter, Debbie Ezell, bemerkten etwa zwei Monate nach Brendens Geburt, dass etwas mit der Körpergröße des Jungen nicht stimmt. Sein extremes Längenwachstum ist auf eine Störung des 12. Chromosoms zurückzuführen.
In seiner Freizeit spielt er bei einem Junior Highschool-Football-Team. 2008, als er 225 cm groß war, gab es einen Versuch, sein Längenwachstum zu stoppen.
Seine Wachstumskurve ähnelt sehr stark derjenigen von Robert Wadlow. Experten vermuteten, dass er über 244 cm groß werden würde, falls er konstant so weiter wächst. Durch Behandlung mit hoch dosiertem Testosteron konnte sein Wachstum mittlerweile gestoppt werden.

## Wachstumstabelle
| Alter    | Größe    | Größe eines... | Wachstumsrate         |
| -------- | -------- | -------------- | --------------------- |
| Geburt   | 49,5 cm  | Neugeborenen   |                       |
| 2 Jahre  | 116,8 cm | 6-jährigen     | 67,3 cm oder +136,0 % |
| 3 Jahre  | 127 cm   | 8-jährigen     | 10,2 cm oder +8,7 %   |
| 4 Jahre  | 137,2 cm | 10-jährigen    | 10,2 cm oder +8,0 %   |
| 5 Jahre  | 147,3 cm | 12-jährigen    | 10,1 cm oder +7,4 %   |
| 6 Jahre  | 155 cm   | 13-jährigen    | 7,7 cm oder +5,2 %    |
| 7 Jahre  | 160 cm   | 14-jährigen    | 5 cm oder +3,2 %      |
| 8 Jahre  | 170,2 cm | 15-jährigen    | 10,2 cm oder +6,4 %   |
| 9 Jahre  | 180,3 cm | 18-jährigen    | 10,1 cm oder +5,9 %   |
| 10 Jahre | 185,4 cm |                | 5,1 cm oder +2,8 %    |
| 11 Jahre | 198,1 cm |                | 12,7 cm oder +6,9 %   |
| 12 Jahre | 223,5 cm |                | 25,4 cm oder +12,8 %  |
| 13 Jahre | 224,8 cm |                | 1,3 cm oder +0,6 %    |
| 14 Jahre | 226,1 cm |                | 1,3 cm oder +0,6 %    |
| 15 Jahre | 227,3 cm |                | 1,2 cm oder +0,5 %    |
| 16 Jahre | 228,6 cm |                | 1,3 cm oder +0,6 %    |
| 17 Jahre | 231,1 cm |                | 2,5 cm oder +1,1 %    |
| 18 Jahre | 231,1 cm |                | 0,0 cm oder +0,0 %    |